# 渡市站
渡市站位于中华人民共和国四川省达州市达川区渡市镇，是襄渝铁路达三线、巴达铁路上的火车站。车站由成都铁路局管辖，设有1条正线、3条到发线、1条货物线，客运站台长500米。车站站房售票房13.5平方米、候车室76平方米:693。车站办理客运业务，每日有慢车停靠；货运仅办理专用线、专用铁路货运作业，设有通往达竹煤电渡市选煤发电厂的专用线。车站另驻有达州工务段渡市线路巡养工区等单位。
渡市站随襄渝铁路建于1975年。2009年襄渝铁路二线工程在覃家坝和三汇镇区间新修复线，襄渝正线不再经过本站。老线达州-三汇镇区间更名为达三线。2016年1月巴达铁路（现广达铁路）开通，往成渝方向的联络线接入本站。